# مگان وارد
مگان وارد (انگلیسی: Megan Ward؛ زادهٔ ۲۴ سپتامبر ۱۹۶۹) یک هنرپیشه اهل ایالات متحده آمریکا است. وی از سال ۱۹۷۸ میلادی تاکنون مشغول فعالیت بوده‌است.
از فیلم‌های معروف او می‌توان به بازی در فیلم تردید در درخشش، انسینو من، رده ایکس، ترنسرها ۲ و ترنسرها ۳ اشاره کرد.